# Llancarfan
Llancarfan è un centro abitato del Galles, situato nel distretto di contea di Vale of Glamorgan, famosa per ospitare il monastero di San Cadoc, fu un importante centro monastico per tutta la zona durante l'Alto Medioevo.